# Cryptodiaporthe salicella
Cryptodiaporthe salicella är en svampart som först beskrevs av Elias Fries, och fick sitt nu gällande namn av Franz Petrak 1921. Cryptodiaporthe salicella ingår i släktet Cryptodiaporthe och familjen Gnomoniaceae.  Arten är reproducerande i Sverige. Inga underarter finns listade i Catalogue of Life.